# Rüdiger Lüdeking
Rüdiger Lüdeking (* 12. Februar 1954) ist ein deutscher Diplomat und war von 2015 bis 2018 deutscher Botschafter beim Königreich Belgien.

## Biografie
Nach dem Schulbesuch trat er 1972 in die Bundeswehr ein und absolvierte dort eine Ausbildung zum Reserveoffizier und wurde 1974 als Leutnant entlassen. Nach der Ableistung von Wehrübungen wurde er 1983 zum Hauptmann der Reserve befördert. Anschließend studierte er zwischen 1974 und 1979 Geographie, Anglistik und Philosophie an der Heinrich-Heine-Universität Düsseldorf. Während dieser Zeit war er zwischen 1977 und 1980 auch als Teilzeitlehrer am Freiherr-vom-Stein-Gymnasium in Lünen sowie bei der Henkel AG & Co. KGaA in Düsseldorf tätig.
1980 trat er in den Diplomatischen Dienst ein und war bereits während seines Vorbereitungsdienstes 1981 Mitglied der Delegation der Bundesrepublik Deutschland bei der 3. UN-Seerechtskonferenz. Nach Beendigung des Vorbereitungsdienstes war er zunächst zwischen 1982 und 1983 Mitarbeiter des Referates für Europäische Politische Zusammenarbeit im Auswärtigen Amt in Bonn und dann von 1983 bis 1985 Erster Sekretär der Delegation der Bundesrepublik Deutschland bei den Wiener Verhandlungen über Truppenreduzierungen in Europa, den sogenannten MBFR-Verhandlungen (Mutual and Balanced Force Reductions). Nach seiner Rückkehr war er zwischen 1985 und 1987 Persönlicher Referent des Staatsministers im Auswärtigen Amt, Lutz Stavenhagen.
Zwischen 1987 und 1990 fungierte er als Stellvertretender Leiter der Delegation bei der Genfer Abrüstungskonferenz (UN Conference on Disarmament (UNCD)) und war im Anschluss bis 1992 Stellvertretender Leiter der Botschaft in Namibia.
Danach kehrte er in die Zentrale des Auswärtigen Amtes nach Bonn zurück und war dort Stellvertretender Referatsleiter für Sicherheit und Rüstungskontrolle in Europa. 1994 wurde er dann Stellvertretender Leiter des Referats 011 (Parlaments- und Kabinettsreferat). Nach dem Absolvieren eines Kurses am Royal College of Defence Studies (RCDS) in London 1996 war er bis 2000 Leiter der Wirtschaftsabteilung an der Botschaft im Vereinigten Königreich.
Nach seiner Rückkehr nach Deutschland war er im Auswärtigen Amt in Berlin zunächst im Referat für Konventionelle Rüstungskontrolle (Referat 242) und im Anschluss zwischen 2001 und 2005 Leiter des Referats für Nukleare Rüstungskontrolle und Nichtverbreitung (Referat 240). Zuletzt war er von 2005 bis 2008 Stellvertretender Beauftragter der Bundesregierung für Fragen der Abrüstung und Rüstungskontrolle im Auswärtigen Amt (Abteilung 2A).
Am 29. Juli 2008 wurde Rüdiger Lüdeking Ständiger Vertreter der Bundesrepublik Deutschland bei dem Büro der Vereinten Nationen und bei anderen internationalen Organisationen in Wien. Dieses Amt übte er bis 2012 aus und wurde dann von Max Scharinger abgelöst, der bisher Gesandter und Stellvertretender Ständiger Vertreter an der Ständigen Vertretung bei den Vereinten Nationen in Genf war. Lüdeking selbst wurde am 13. Juli 2012 Botschafter und Ständiger Vertreter bei der OSZE in Wien und damit Nachfolger des in den Ruhestand getretenen Heiner Horsten. 2015 wurde er von Eberhard Pohl abgelöst. Vom Sommer 2015 bis zum Sommer 2018 war Rüdiger Lüdeking deutscher Botschafter beim Königreich Belgien.